# The Voidz
The Voidz (precedentemente Julian Casablancas + The Voidz) è una rock band statunitense composta dal frontman del gruppo The Strokes Julian Casablancas (voce, autore, compositore), Jeramy "Beardo" Gritter (chitarra), Amir Yaghmai (chitarra), Jacob "Jake" Bercovici (basso, sintetizzatori), Alex Carapetis (batteria) e Jeff Kite (tastiere).
L'album di debutto Tyranny (Julian Casablancas) è al 50º posto nella classifica dei 50 migliori album del 2014 di NME.

## Storia

### Formazione,Tyranny(2013-2015)
Nel 2009 Kite e Carapetis facevano parte della band Sick Six che comprendeva anche Danielle Haim del gruppo Haim; questi hanno accompagnato Casablancas durante il tour del suo primo album solista, Phrazes for the Young, in Europa, Stati Uniti, Australia e Giappone da novembre 2009 a luglio 2010. Il 1 settembre 2011 Kite e Carapetis, insieme a Bercovici, hanno lavorato al singolo I Like the Night composto da Casablancas per una campagna pubblicitaria per il marchio di moda francese Azzaro. 
Casablancas ha poi proposto a Kite, Carapetis e Bercovici di continuare a suonare con lui e al gruppo si sono poi aggiunti anche Jeramy Gritter e Amir Yaghmai, amici comuni degli altri membri, e hanno iniziato a scrivere musica insieme per il nuovo progetto artistico denominato The Voidz.
Il primo album della band, Tyranny, venne pubblicato il 23 settembre 2014.  I concerti della band consistono generalmente in un mix tra le prime canzoni soliste di Casablancas, e cover di canzoni dei The Strokes scritte esclusivamente da Casablancas. 
La band, allora conosciuta come Julian Casablancas + The Voidz, firmò un contratto con l'etichetta discografica di Casablancas, Cult Records, e dopo un'apparizione al SXSW Festival, iniziò a girare il mondo in tournée per tutto il 2014 e il 2015, suonando in una serie di festival e spettacoli da headliner; i primi di questi concerti includevano i festival Lollapalooza in Cile, Brasile e Argentina, oltre a Coachella, Festival Estéreo Picnic in Colombia, Governors Ball Music Festival a New York e Primavera Sound a Barcellona. 

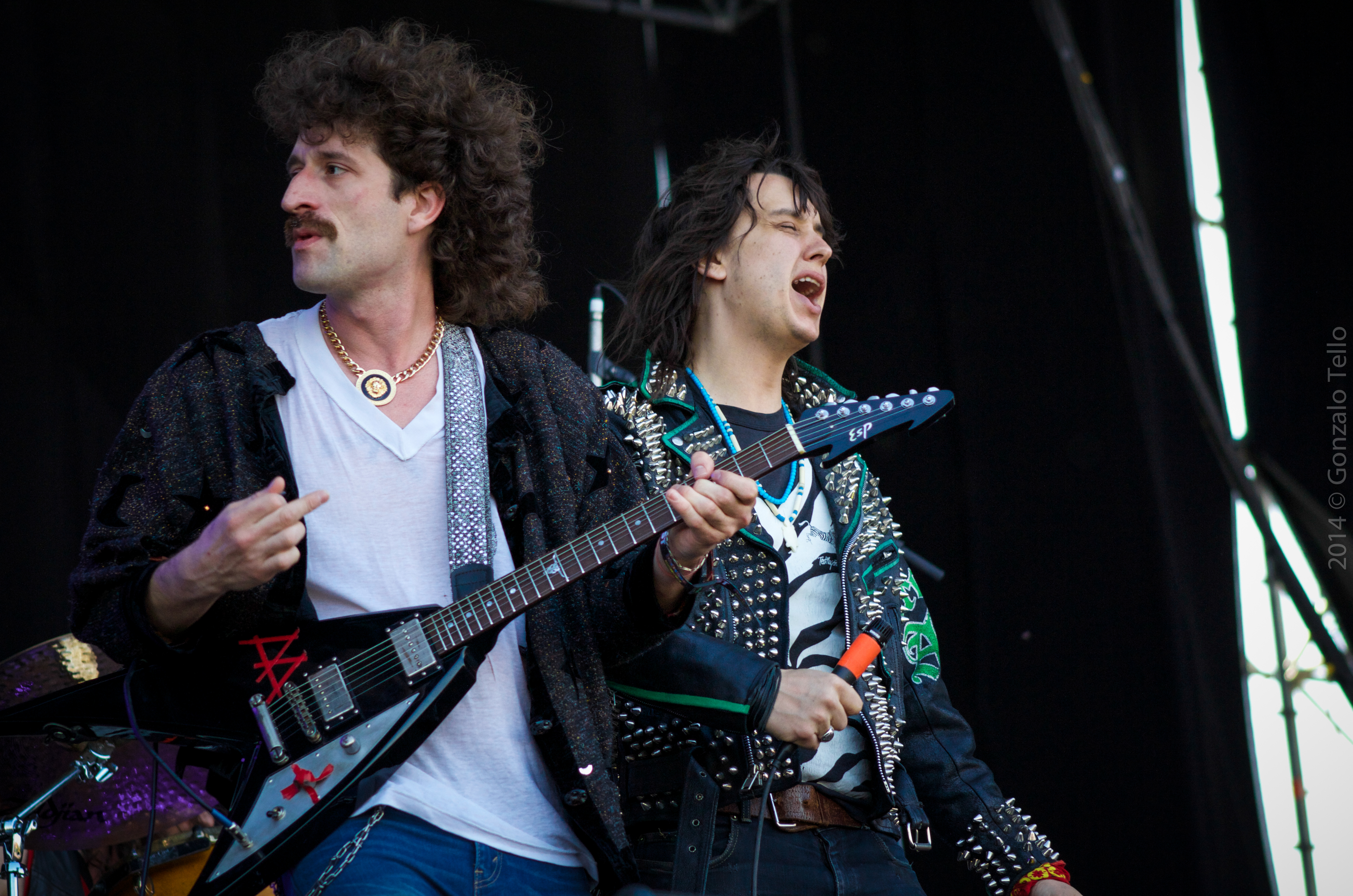
The Voidz: Julian Casablancas con Jeramy "Beardo" Gritter (ex Whitestarr) al Lollapalooza Cile, 2014

### Virtue(2017-2019)
L'8 dicembre 2017 la band ha annunciato un nuovo album, Virtue, e la firma del contratto con l'etichetta discografica RCA; il 23 gennaio 2018 venne pubblicato il primo singolo, Leave It In My Dreams, tratto dal loro nuovo album che venne pubblicato il 30 marzo 2018 dalla Cult Records tramite RCA. La band fece un lungo tour e apparve in diversi spettacoli Late Night Shows per promuovere l'album.

### Collaborazioni e concerti (2019 - 2023)
Nel 2019 il gruppo collaborò con Mac DeMarco che produsse anche due canzoni, Did My Best e The Eternal Tao che vennero poi pubblicati come singoli dalla Terrible Records. Il 15 dicembre 2020 venne pubblicato un terzo singolo, Alien Crime Lord per promuovere l'aggiornamento Cayo Perico Heist del video game Grand Theft Auto Online. Il 1 aprile 2021 il gruppo ha pubblicato una versione estesa del brano The Eternal Tao intitolata The Eternal Tao 2.0 , inoltre il singolo è stato scelto come parte della campagna della stagione dei New York Mets 2021. Il 12 maggio 2023 è stato pubblicato il singolo Infinity Repeating (2013 Demo) dei Daft Punk con Julian Casablancas e i The Voidz, il brano è incluso in Random Access Memories (10th Anniversary Edition) nell'edizione del decimo anniversario di Random Access Memories che include il singolo Instant Crush. Due settimane dopo, il 26 maggio 2023, hanno pubblicato il nuovo singolo Prophecy of the Dragon.
Il 27 ottobre la band ha poi pubblicato il singolo Flexorcist e il video Flexorcist - Official Video (double-feature w/ Prophecy of the Dragon) con Julian Casablancas che interpreta Jim Morrison dei The Doors, Mac DeMarco interpreta Prince of Darkness, e un cameo della cantautrice Weyes Blood. Il 7 giugno 2023 i The Voidz si sono esibiti in concerto all'Arena Puccini a Bologna

### Like All Before You(2023 - 2024)
Il 20 settembre 2024 il gruppo The Voidz ha pubblicato il nuovo album Like All Before You  l'annuncio è stato dato il 4 luglio 2024 attraverso un trailer dal loro canale YouTube e il brano strumentale Overture, tre giorni prima dell'uscita dell'album è stata pubblicata una nuova traccia 7 Horses .
L'album Like All Before You è stato composto nell'arco di sette anni come dichiarato da Julian Casablancas in una intervista su I-D, il titolo dell'album è stato ispirato da una conversazione con il bassista del gruppo:
(Jake Bercovici, NME.)
L'album è composto da 10 brani, ed è stato anticipato nel 2023 dai singoli Prophecy of the Dragon, Flexorcist e nel 2024 dal singolo All The Same la demo del brano è stata eseguita dal vivo nel 2020 ed è parte delle musiche del film Drugstore June diretto da Nicholaus Goossen

## Formazione
- Julian Casablancas – voce solista, vocoder, campionatore, chitarra
- Jeramy "Beardo" Gritter – chitarra, tastiere
- Amir Yaghmai – chitarra, tastiere
- Jacob "Jake" Bercovici – basso, tastiere
- Alex Carapetis – batteria, percussioni, basso
- Jeff Kite – tastiere

## Discografia

### Album in studio
- 2014 -  Tyranny  (Cult Records, come Julian Casablancas+The Voidz)
- 2018 - Virtue (Cult Records, RCA)
- 2024 - Like All Before You (Cult Records)

### Singoli
- 2014 -  Human Sadness, Where No Eagles Fly
- 2018 -  Leave it in My Dreams, Qyurryus, Pointlessness, All Wordz Are Made Up, ALieNNatioN, Pyramid of Bones, Coul as a Ghoul
- 2019 -  The Eternal Tao, Did My Best (Singoli non inclusi nell'album)
- 2020 -  Alien Crime Lord
- 2021 -  The Eternal Tao 2.0
- 2023 -  Infinity Repeating (2013 Demo) Daft Punk featuring Julian Casablancas and the Voidz - Album Random Access Memories (10th Anniversary Edition)
- 2023 -  Prophecy of the Dragon, American Way (B-side), Flexorcist, F*ck Depression (Human Sadness Demo) (B-side)

### Videografia
- 2014 - Where No Eagles Fly diretto da Jeramy "Beardo" Gritter[24]
- 2015 - Human Sadness diretto da Warren Fu e Nicholaus Goossen[25]
- 2017 - Father Electricity diretto da Jorge M. Fontana[26]
- 2018 - Qyurryus diretto da Julian Casablancas[27]
- 2018 - All Wordz Are Made Up diretto da Jeramy 'Beardo' Gritter[28]
- 2018 - Pyramid of Bones diretto da Nicholaus Goossen[29]
- 2018 - Pink Ocean diretto da Johann Rashid AKA Promiseland[30]

- 2019 - Permanent High School diretto da Hala Matar[31]
- 2019 - Did My Best & The Eternal Tao 2.0 diretti da Johann Rashid AKA Promiseland[32]
- 2023 - Infinity Repeating diretto da Warren Fu[33]
- 2023 - Flexorcist - Official Video (double-feature w/ Prophecy of the Dragon) diretto da Johann Rashid AKA Promiseland[34]